# DragonForce
Dragon fors (engl. Dragon Force) je pauer metal bend oformljen 1999. u Londonu. 
Grupa se u početku zvala Dragon Heart ali je naziv promijenjen u Dragon Force. Sastav grupe koji je svirao devedesetih 20. vijeka se kasnije promijenio početkom 21. vijeka i napravljena je demo verzija albuma pod nazivom Valley of The Dammned. Ubrzo je album upotpunjen i izašao je 2003. godine. Album je dobro prošao i članovi su bili zadovoljni i godinu dana kasnije napravljen je album pod nazivom Inhuman Rampage. Postignut je dobar uspjeh i Dragon Force se podigao na novi nivo popularnosti. Proizvođačima igrice Guitar Hero 3 toliko se svidjela pjesma Through The Fire and Flames da su je stavili kao najbolju i najtežu za sviranje. Zadovoljni uspjehom organizovali su turneje širom Evrope i svijeta. Posebna specifičnost ovog benda je da su svi članovi iz različitih zemalja. Nakon turneje godine 2006. godine, napravljen je album Sonic Firestrom. Album je bio poznat po dugotrajnosti pjesama i različitim melodijama. Turneja je takođe obavljena, a 26. avgusta 2008. godine je izašao album Ultra Beatdown.